# Alexander Wassiljewitsch Loganowski

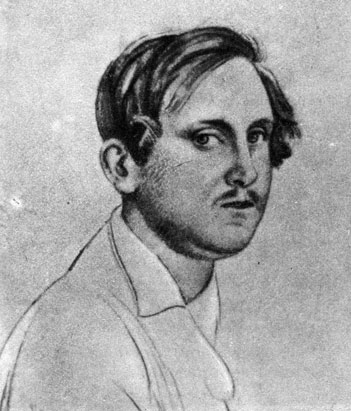
Alexander Wassiljewitsch Loganowski (O. F. T. Möller, etwa 1835)

Alexander Wassiljewitsch Loganowski (russisch Александр Васильевич Логановский; * 11. Märzjul. / 23. März 1810greg. in Moskau; † 18. Novemberjul. / 30. November 1855greg. ebenda) war ein russischer Bildhauer und Hochschullehrer.

## Leben
Loganowski studierte ab 1821 in St. Petersburg an der Kaiserlichen Akademie der Künste bei Wassili Demut-Malinowski. Nach dem Erhalt der kleinen Silbermedaille (1830) und der großen Silbermedaille (1831) erhielt er 1832 die große Silbermedaille für das Basrelief-Programm des Jupiter und Merkur bei Philemon und Baucis. 1833 erstellte Loganowski zum Abschluss des Studiums ein Reliefprogramm mit Hektor, der Paris das Bleiben bei Helena statt des Kampfes gegen die Griechen vor Troja vorwirft, für das er die kleine Goldmedaille und die Ernennung zum Klassischen Künstler erhielt.
Auf der regelmäßigen Akademie-Ausstellung stellten Loganowski und Nikolai Pimenow  1836 ihre Statuen eines Pricker- bzw. Astragaloi-spielenden Jungen aus, die mit der großen Goldmedaille der Akademie ausgezeichnet und von Alexander Puschkin gelobt wurden.
Mit der großen Goldmedaille war ein staatliches Auslandsreisestipendium verbunden. 1837–1845 arbeitete Loganowski in dem russischen Atelier in Rom. Er schuf die Marmor-Statue des Abaddon (1842) und die Gips-Gruppe mit einem jungen Kiewer, wofür er 1844 zum Akademiker ernannt wurde.
Nach der Rückkehr nach St. Petersburg schuf Loganowski zwei Basreliefs für die Isaakskathedrale: Verkündigung an die Hirten und Kindermord in Bethlehem.

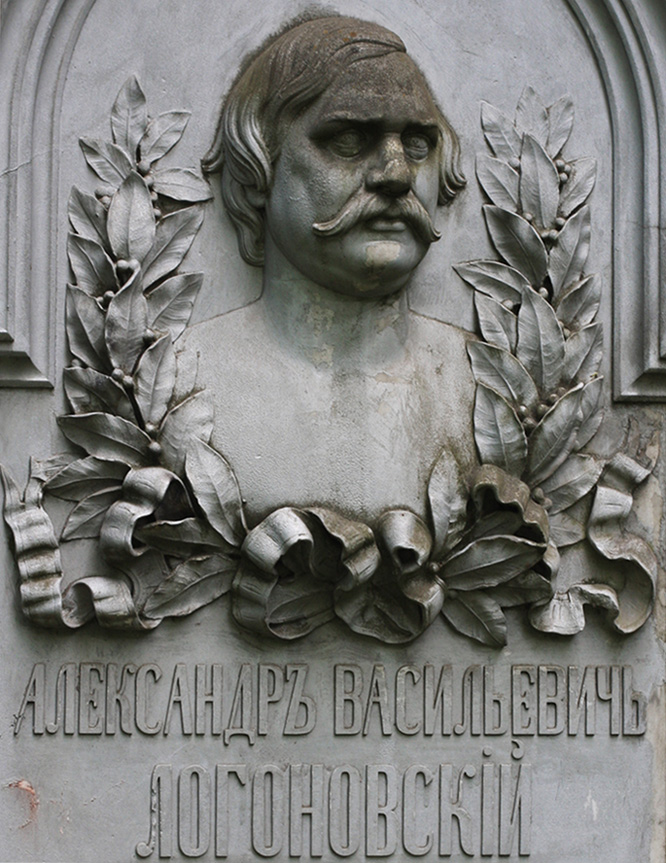
Loganowskis Grabstein

In Moskau schuf Loganowski zusammen mit den Bildhauern Peter Clodt von Jürgensburg, Nikolai Ramasanow u. a. für die Christ-Erlöser-Kathedrale große Hautreliefs und Figuren von Heiligen und Engeln (1847–1849). Seit dem Abriss der Kathedrale 1931 befinden sich Fragmente der Reliefs im Donskoi-Kloster. Besitzer ist das Moskauer Schtschussew-Architektur-Museum.
1854 wurde Loganowski zum Professor der Akademie der Künste ernannt.
Loganowski starb in Moskau am 30. November 1855 und wurde auf dem Wagankowoer Friedhof begraben.

## Ehrungen
- Russischer Orden der Heiligen Anna III. Klasse (1831)[2]

## Werke (Auswahl)

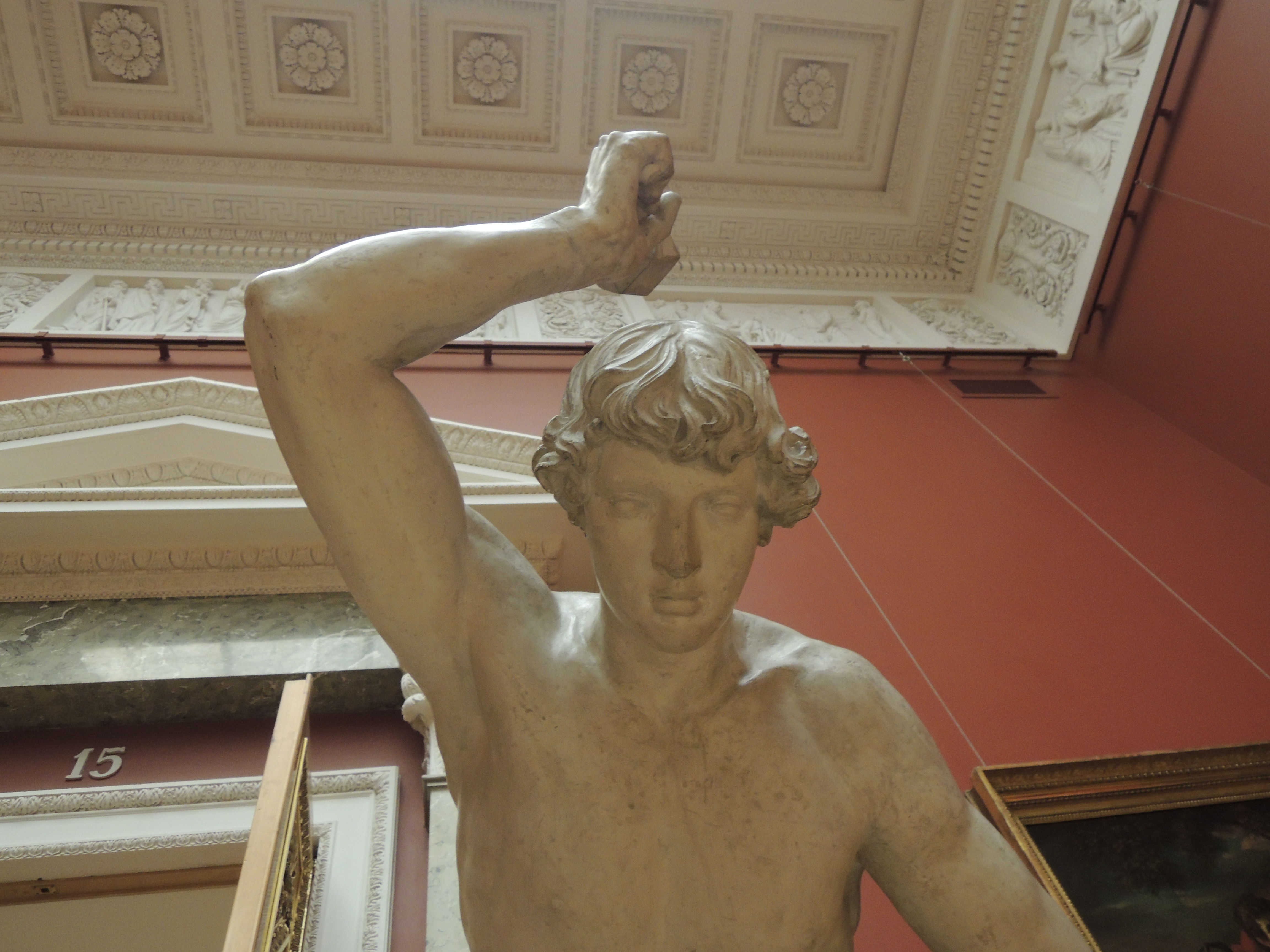
Pricker-spielender Junge, Russisches Museum, St. Petersburg
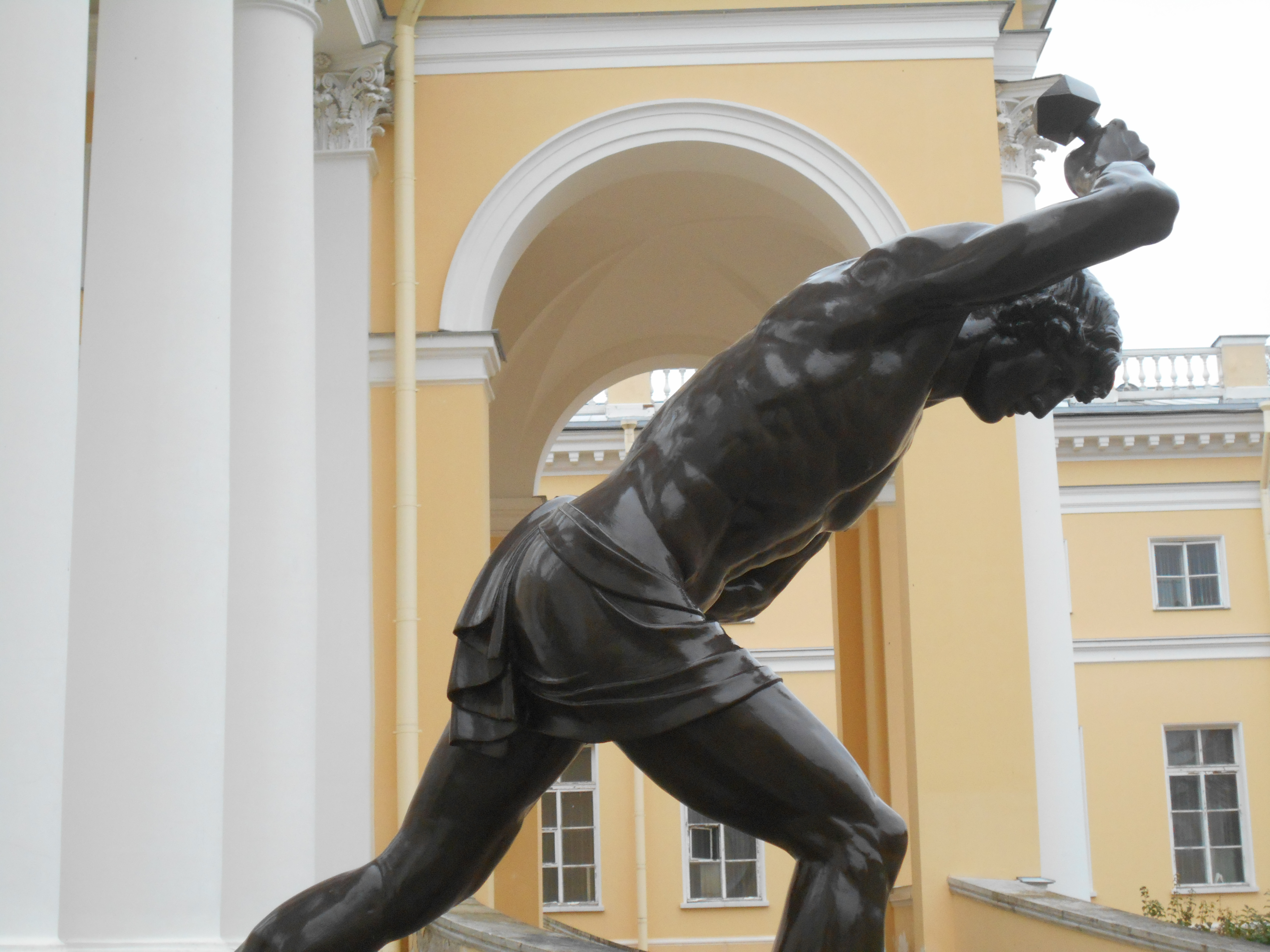
Pricker-spielender Junge, Alexanderpalast, Zarskoje Selo
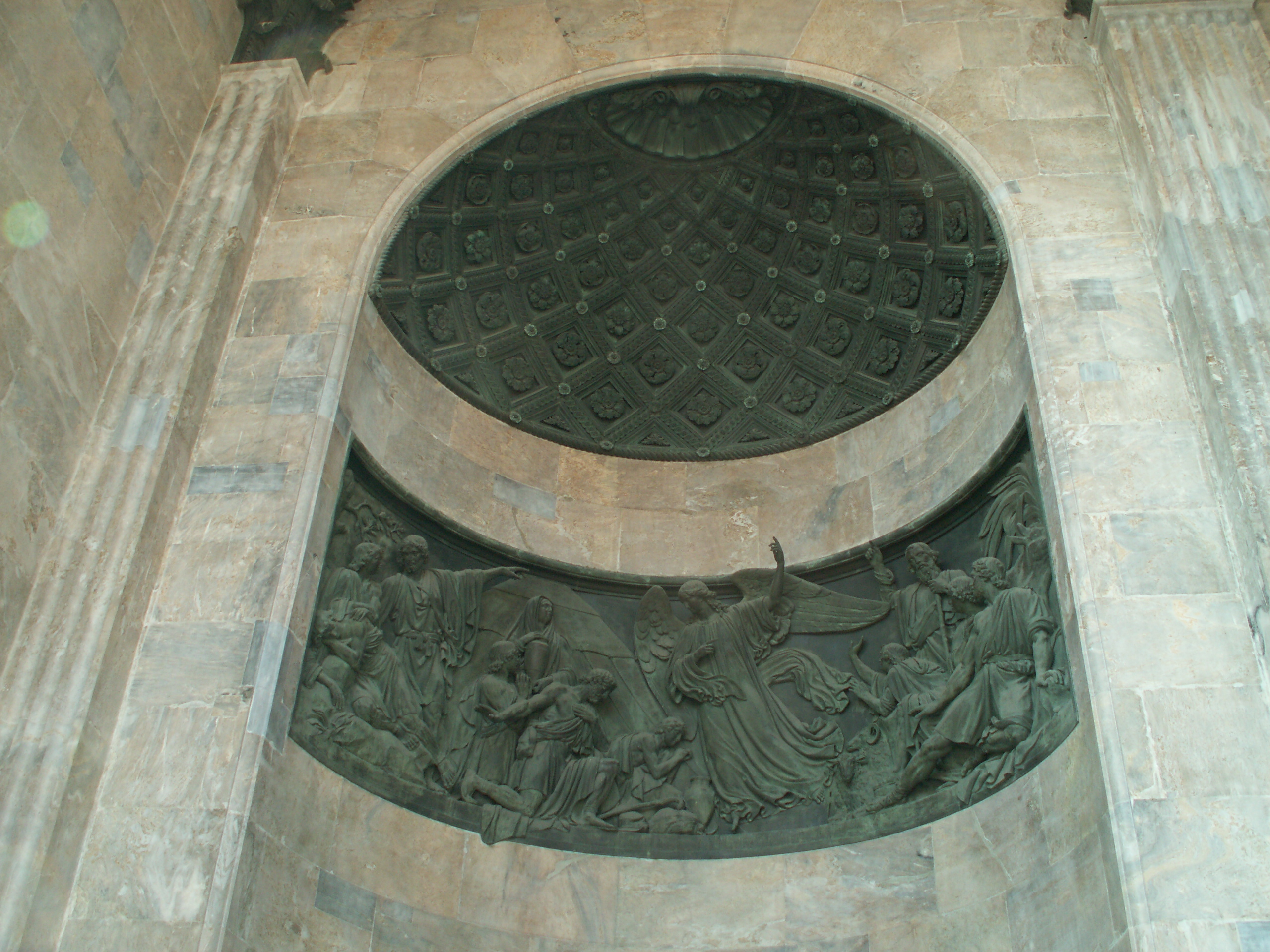
Verkündigung an die Hirten, linke Nische des Süd-Portikus der Isaakskathedrale, St. Petersburg
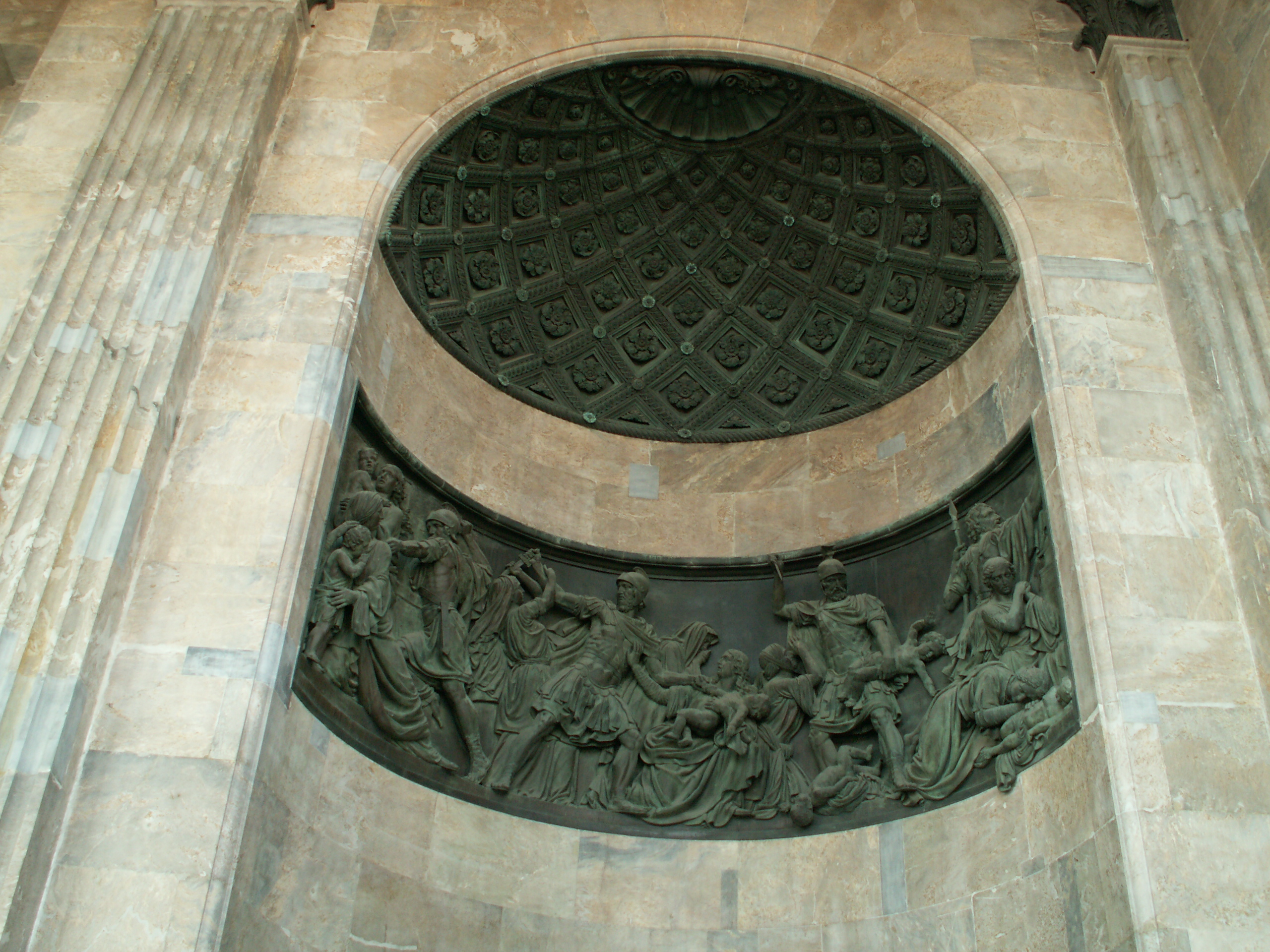
Kindermord in Bethlehem, rechte Nische des Süd-Portikus der Isaakskathedrale, St. Petersburg
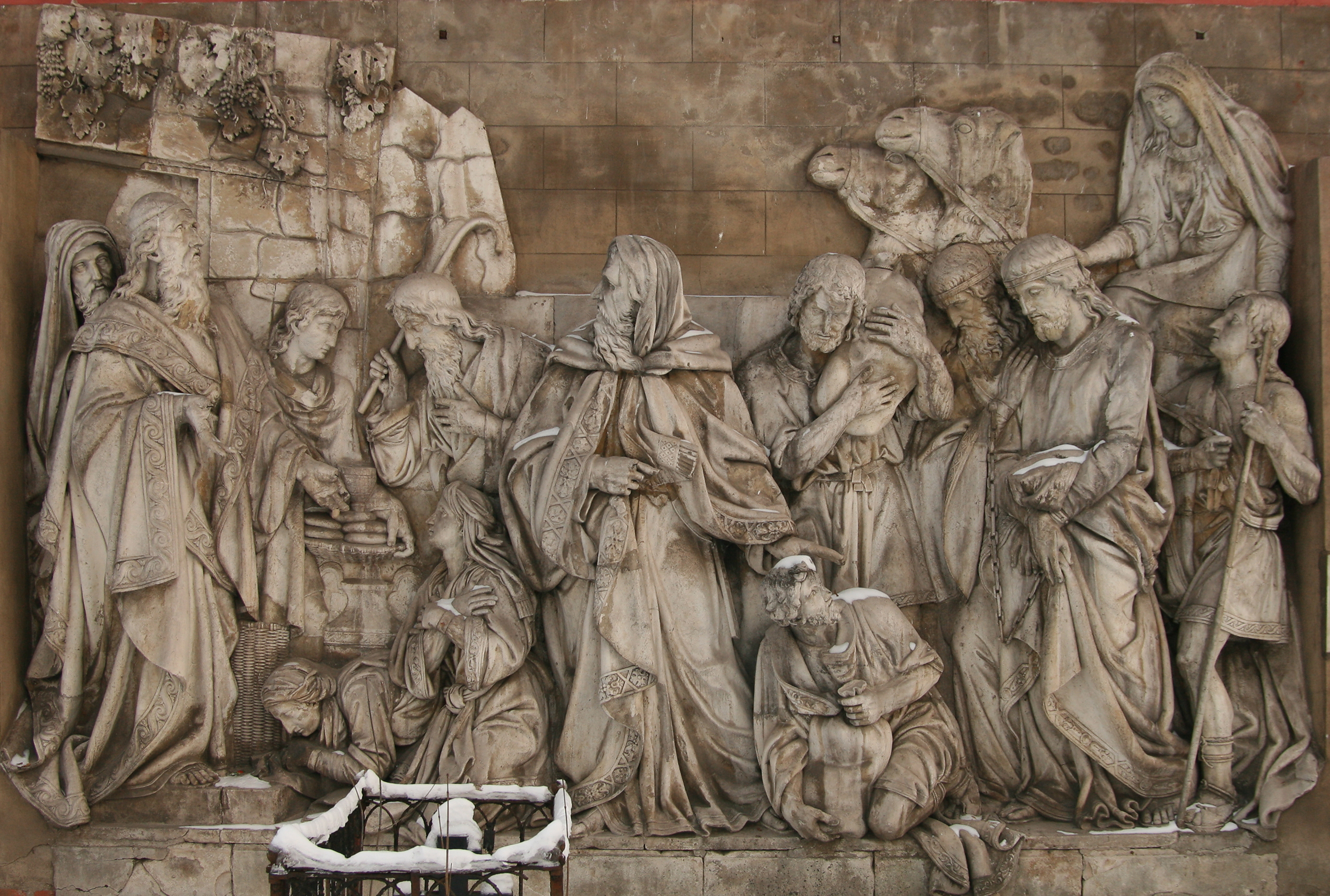
Melchisedek mit den gefangenen Königen trifft Abraham, Donskoi-Kloster, Moskau
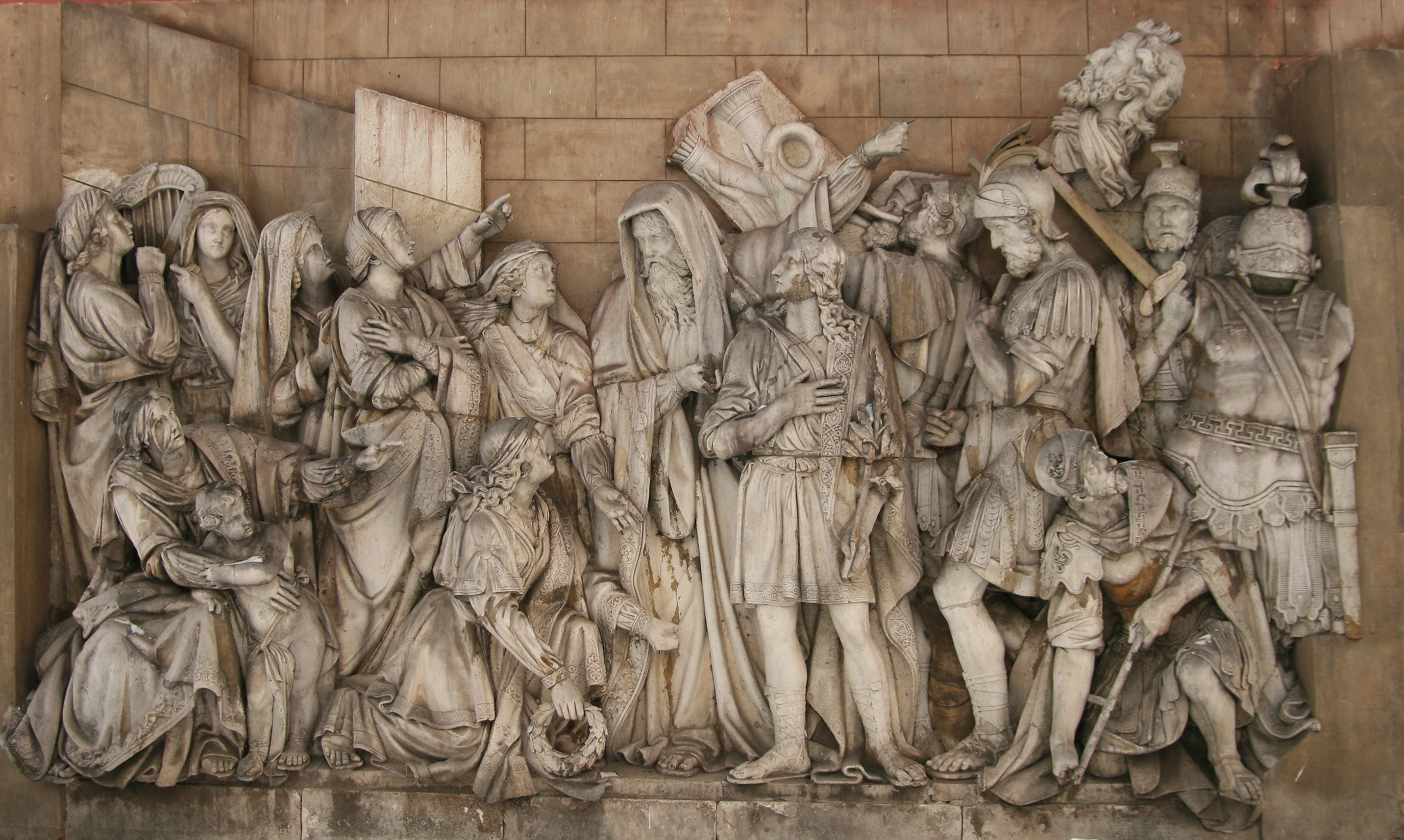
David nach dem Sieg über Goliat, Donskoi-Kloster, Moskau
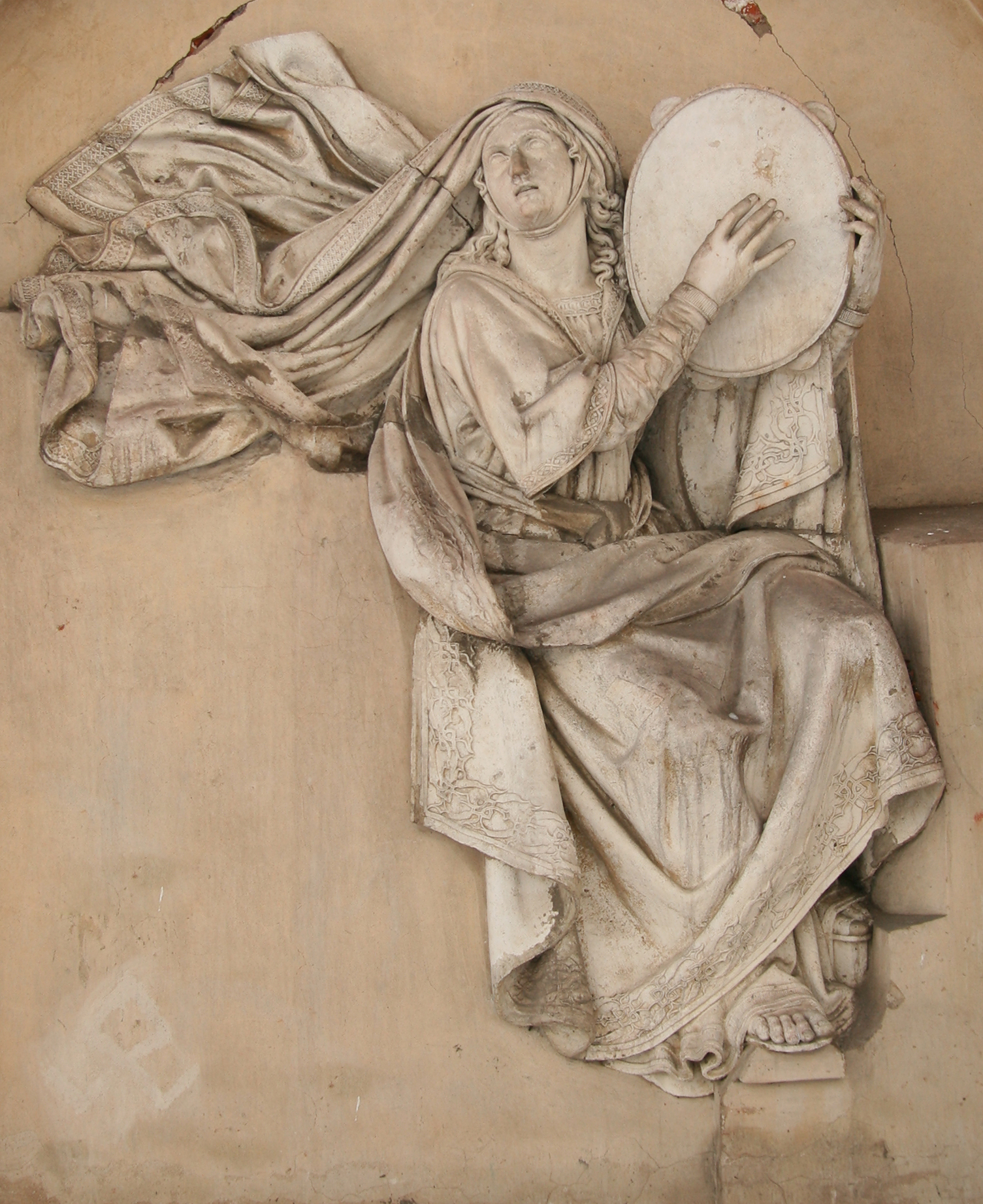
Mirjam besingt den Sieg ihres Volkes über die Feinde, Donskoi-Kloster, Moskau
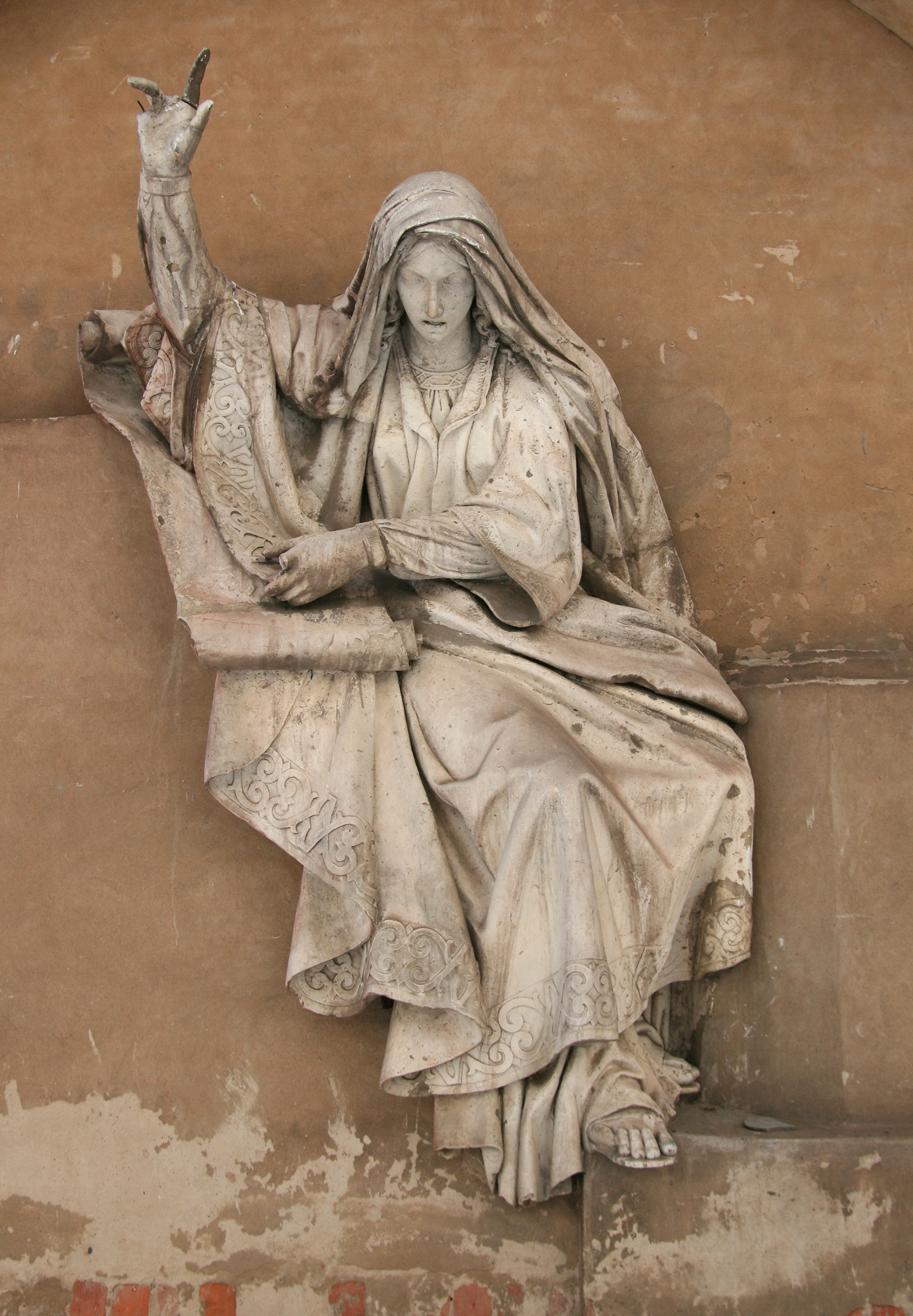
Debora ruft das Volk zum Kampf gegen die Sklavenhalter auf, Donskoi-Kloster, Moskau
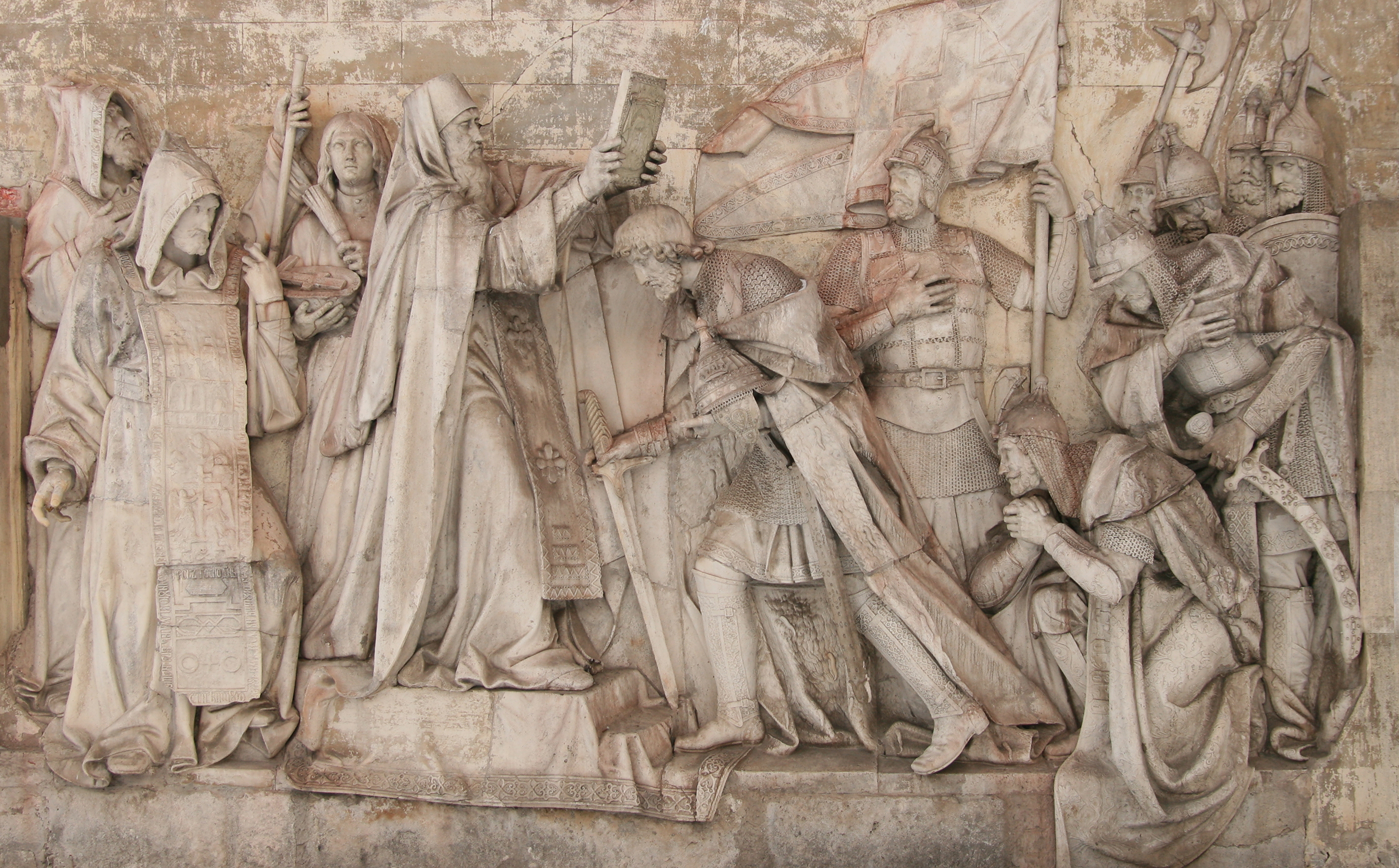
Sergius von Radonesch segnet Dmitri Donskoi vor dem Feldzug gegen die Tataren 1380, Donskoi-Kloster, Moskau